# Exo-SC
Exo-SC (кор. 세훈&찬열, Sehun & Chanyeol) — південнокорейський хіп-хоп дует і другий підрозділ південнокорейсько-китайського бой-бенду EXO, що складається з Чанйоля та Сехуна. Їхній дебютний мініальбом What a Life вийшов 22 липня 2019 року.

## Кар'єра

### 2019: створення, дебют таWhat a Life
Влітку 2018 під час концертного туру Exo «Exo Planet 4 – The Elyxion», Чанйоль та Сехун виконали разом пісню «We Young» у Сеулі та Макао. Пізніше, 14 вересня 2018 ця пісня вийшла у цифровому форматі на SM Station X 0.
Чанйоль та Сехун дебютували як другий саб-юніт та перший дует Exo у липні. 28 червня стала відома назва саб-юніту — Exo-SC (за першими латинськими літерами імен учасників дуету: англ. Sehun та англ. Chanyeol). В той же день дует оголосив про вихід свого першого мініальбому What a Life 22 липня. 2 серпня Exo-SC вперше перемогли на мізичному шоу KBS Music Bank, через 11 днів після дебюту.

### 2020: рекламні контракти та1 Billion Views
12 червня південнокорейський бренд пива Cass Fresh анонсував, що Exo-SC стане їхнім головним амбасадором. 23 червня дует оголосив дату виходу свого першого повноформатного альбому 1 Billion Views — 13 липня.
Після релізу альбому 1 Billion Views дует став найпродаванішим у Південній Кореї, з загальним проданим накладом обох альбомів у понад 900 тисяч копій.

## Дискографія

### Студійні альбоми
| Назва           | Деталі                                                                                        | Пікові позиції у чартах | Пікові позиції у чартах | Пікові позиції у чартах | Пікові позиції у чартах | Пікові позиції у чартах | Продажі                                   | Сертифікації        |
| Назва           | Деталі                                                                                        | KOR                     | JPN                     | JPN Hot.                | POL                     | UK Dig.                 | Продажі                                   | Сертифікації        |
| --------------- | --------------------------------------------------------------------------------------------- | ----------------------- | ----------------------- | ----------------------- | ----------------------- | ----------------------- | ----------------------------------------- | ------------------- |
| 1 Billion Views | - Реліз: 13 липня 2020 - Лейбл: SM Entertainment - Формат: CD, цифрове завантаження, стриминг | 1                       | 10                      | 16                      | 22                      | 65                      | - Південна Корея: 540,754 - Японія: 5,824 | - KMCA: 2× Platinum |

### Мініальбоми
| Назва       | Деталі                                                                                        | Пікові позиції у чартах | Пікові позиції у чартах | Пікові позиції у чартах | Пікові позиції у чартах | Пікові позиції у чартах | Пікові позиції у чартах | Пікові позиції у чартах | Пікові позиції у чартах | Продажі                                                | Сертифікації     |
| Назва       | Деталі                                                                                        | KOR                     | JPN                     | JPN Hot.                | POL                     | UK Dig.                 | US Heat                 | US Indie                | US World                | Продажі                                                | Сертифікації     |
| ----------- | --------------------------------------------------------------------------------------------- | ----------------------- | ----------------------- | ----------------------- | ----------------------- | ----------------------- | ----------------------- | ----------------------- | ----------------------- | ------------------------------------------------------ | ---------------- |
| What a Life | - Реліз: 22 липня 2019 - Лейбл: SM Entertainment - Формат: CD, цифрове завантаження, стриминг | 1                       | 19                      | 26                      | 43                      | 78                      | 10                      | 32                      | 8                       | - Південна Корея: 417,227 - Японія: 5,436 - США: 1,000 | - KMCA: Platinum |

### Сингли
| Назва                                                                            | Рік  | Пікові позиції у чартах | Пікові позиції у чартах | Продажі | Альбом          |
| Назва                                                                            | Рік  | KOR                     | KOR                     | Продажі | Альбом          |
| Назва                                                                            | Рік  | Circle                  | Billb.                  | Продажі | Альбом          |
| -------------------------------------------------------------------------------- | ---- | ----------------------- | ----------------------- | ------- | --------------- |
| «What a Life»                                                                    | 2019 | 83                      | 1                       | Н/Д     | What a Life     |
| «Just Us 2» (있어 희미하게) (featuring Gaeko)                                    | 2019 | 107                     | 3                       | Н/Д     | What a Life     |
| «Closer to You» (부르면 돼)                                                      | 2019 | 120                     | —                       | Н/Д     | What a Life     |
| «Telephone» (척) (featuring 10cm)                                                | 2020 | 72                      | —                       | Н/Д     | 1 Billion Views |
| «1 Billion Views» (10억뷰) (featuring Moon)                                      | 2020 | 24                      | —                       | Н/Д     | 1 Billion Views |
| «—» релізи, що не потрапили у чарти або не були випущені у відповідних регіонах. |      |                         |                         |         |                 |

### Інші пісні у чартах
| Назва                               | Рік  | Пікові позиції у чартах | Альбом          |
| Назва                               | Рік  | KOR                     | Альбом          |
| Назва                               | Рік  | Gaon                    | Альбом          |
| ----------------------------------- | ---- | ----------------------- | --------------- |
| «Borderline» (선)                   | 2019 | 189                     | What a Life     |
| «Roller Coaster» (롤러코스터)       | 2019 | 195                     | What a Life     |
| «Say It» (featuring Penomeco)       | 2020 | 145                     | 1 Billion Views |
| «Rodeo Station» (로데오역)          | 2020 | 136                     | 1 Billion Views |
| «Jet Lag» (시차적응)                | 2020 | 168                     | 1 Billion Views |
| «Fly Away» (날개) (featuring Gaeko) | 2020 | 162                     | 1 Billion Views |
| «Nothin'»                           | 2020 | 198                     | 1 Billion Views |
| «On Me»                             | 2020 | 188                     | 1 Billion Views |

## Фільмографія

### Телешоу
| Назва                   | Рік  | Мережа      | Нотатки       |
| ----------------------- | ---- | ----------- | ------------- |
| My Little Television V2 | 2019 | MBC, Twitch | Епізоди 18-19 |

### Музичні відео
| Назва                                         | Рік  | Прим.  |
| --------------------------------------------- | ---- | ------ |
| «Just Us 2» (있어 희미하게) (featuring Gaeko) | 2019 | [ 34 ] |
| «What a Life»                                 | 2019 | [ 35 ] |
| «Closer to You»                               | 2019 | [ 36 ] |
| «Telephone» (척) (featuring 10cm)             | 2020 | [ 37 ] |
| «1 Billion Views» (10억뷰) (featuring Moon)   | 2020 | [ 38 ] |

## Концерти та тури

### Хедлайнери
- Back to Back Fancon (2023)[39]
  - Jakarta, Indonesia (February 5)
  - Kuala Lumpur, Malaysia (May 14)
  - Singapore (May 17)
  - Manila, Philippines (May 20)
  - Bangkok, Thailand (August 5–6)

## Нагороди і номінації
| Церемонія               | Рік  | Категорія                                | Номінант / Робота | Результат | Прим.  |
| ----------------------- | ---- | ---------------------------------------- | ----------------- | --------- | ------ |
| Gaon Chart Music Awards | 2020 | Artist of the Year — 3rd Quarter         | 1 Billion Views   | Номінація | [ 40 ] |
| Gaon Chart Music Awards | 2020 | MuBeat Global Choice Award — Male        | Exo-SC            | Номінація | [ 40 ] |
| Genie Music Awards      | 2020 | Artist of the Year                       | Exo-SC            | Номінація |        |
| Golden Disc Awards      | 2019 | Disc Bonsang                             | What a Life       | Перемога  |        |
| Golden Disc Awards      | 2019 | Disc Daesang                             | What a Life       | Номінація |        |
| Golden Disc Awards      | 2020 | Disc Bonsang                             | 1 Billion Views   | Номінація |        |
| Seoul Music Awards      | 2019 | Popularity Award                         | Exo-SC            | Номінація |        |
| Seoul Music Awards      | 2019 | Hallyu Special Award                     | Exo-SC            | Номінація |        |
| Seoul Music Awards      | 2019 | Bonsang Award                            | Exo-SC            | Номінація |        |
| Seoul Music Awards      | 2019 | QQ Music Most Popular K-Pop Artist Award | Exo-SC            | Номінація |        |

## Нотатки
1. ↑  Включає Billboard K-pop Hot 100 (припинений у 2022) та South Korea Songs (частина Billboard Hits of the World, що працює з 2022).